# Tour du Languedoc-Roussillon féminin
Le Tour du Languedoc-Roussillon féminin est une course cycliste féminine internationale par étapes disputée en 2013 et qui, comme son homologue masculin, le Tour du Languedoc-Roussillon, n'a connu qu'une seule édition. Créé par les dirigeants du club cycliste audois Villemoustaussou Trapel Vélo à la disparition du Tour de l'Aude Féminin en mai 2010 pour sa 27e édition, et bien que ne prenant pas officiellement sa suite, le Tour Languedoc-Roussillon en a pris les dates au calendrier mondial féminin de l’Union Cycliste Internationale. L’épreuve a été organisée grâce au soutien de la Région Languedoc-Roussillon et du Conseil Général de l'Aude.n.
Pour son unique édition, du vendredi 17 au mercredi 22 mai 2013, l’épreuve a parcouru 3 des 5 départements du Languedoc-Roussillon, l’Aude, les Pyrénées-Orientales et l'Hérault. La Britannique Emma Pooley a remporté cette première édition, après avoir remporté la dernière édition du Tour de l’Aude Féminin en 2010. Elle a construit son succès en s’imposant au sommet de la station de ski audoise de Camurac, qui accueillait une course cycliste pour la première fois de son histoire, et a confirmé sa place de leader en prenant la seconde place du contre la montre individuel entre Trèbes et Laure-Minervois derrière l'Allemande Lisa Brennauer. 
Après un report de l’édition 2014 dû aux échéances électorales municipales de mars et avril 2014, qui ont fortement ralenti la mise en place de l’épreuve, la seconde édition, prévue du vendredi 22 mai au mercredi 27 mai 2015, a, quant à elle, essuyé un "refus d'autorisation de cette manifestation sportive" par le Préfet de l'Aude estimant  que "une simple priorité de passage ne me paraît pas suffisante" et que "à ce titre, j'estime nécessaire de mettre en place un dispositif de sécurité sous le contrôle des forces de l'ordre."
Vainqueurs d'étapes 2013 : Et1 : Annulée pour problème technique, Et2 : Marta Bastianelli (ITA) Faren - Let's Go Finland, Et3 : Emma Pooley (GBR) Bigla Cycling Team, Et4 : Loren Rowney (AUS) Specialized - Lululemon, Et5 : Lisa Brennauer (GER) Specialized - Lululemon, Et6 ; Gillian Carleton (CAN) Specialized - Lululemon

## Palmarès
| Année | Vainqueur   | Deuxième          | Troisième        |
| ----- | ----------- | ----------------- | ---------------- |
| 2013  | Emma Pooley | Tatiana Antoshina | Alena Amialiusik |